# 宇都宮市立古里中学校
宇都宮市立古里中学校 （うつのみやしりつ ふるさとちゅうがっこう）は、栃木県宇都宮市に存在する公立中学校である。

## 沿革
- 1947年4月28日 - 古里中学校創立（白沢小，岡本小，古里道場）
- 1955年4月01日 - 町村合併により河内村立古里中学校に改称
- 1966年2月24日 - 旧体育館竣工
- 1966年4月01日 - 町政施行により河内町立古里中学校に改称
- 1972年7月08日 - プール完成
- 1976年3月20日 - 新校舎教室棟（鉄筋3階），給食室完成
- 1977年3月20日 - 管理特別室棟（鉄筋3階），技術室完成
- 1986年4月1日 - 生徒数増加に伴い河内町立河内中学校を分離開校
- 1997年4月28日 - 創立50周年記念式典挙行
- 2002年3月29日 - 屋内運動場竣工
- 2007年3月31日 - 河内町が宇都宮市に編入合併したことにより宇都宮市立古里中学校に改称[5]

## 教育目標
- 青雲の志、友垣の和、冴えた知性

## 学校行事
| - 4月 入学式 - 5月 - 6月 運動会 - 7月 - 8月 - 9月 | - 10月 - 11月文化祭・合唱コンクール - 12月 - 1月 - 2月 - 3月 卒業式 |

## 生徒会・委員会
- 学校長[6]
  - 生徒総会 - 本部役員 - 中央委員会
  - 職員会議
    - 選挙管理委員会
    - 広報委員会

専門委員会
専門委員会は中央委員会および職員会議の下に置かれている。
- 保健体育委員会
- 安全委員会
- 給食委員会
- 図書委員会
- 環境委員会
- 学年委員会（1学年・2学年・3学年）

## 部活動
| 運動部 - サッカー部 - ソフトテニス部（男子・女子） - 剣道部 - 卓球部 - バスケットボール部（女子） - バレーボール部（男子・女子） - 野球部 - ソフトボール部 - 陸上部 - バドミントン部 | 文化部 - 吹奏楽部 - 美術部 |

## 通学区域
- 宇都宮市[7]
  - 下ヶ橋町
  - 下岡本町の一部
  - 白沢町の一部
  - 中岡本町の一部
  - 長峰町
  - 東岡本町の一部

## 進学前小学校
- 宇都宮市立岡本北小学校
- 宇都宮市立白沢小学校
- 宇都宮市立岡本小学校
- (宇都宮市立御幸ヶ原小学校）

## 校区内の主な施設
- 河内体育館
- 河内総合福祉センター
- 宇都宮市河内生涯学習センター
- 宇都宮市立河内図書館
- 宇都宮市立なかよし保育園
- 宇都宮市河内総合運動公園陸上競技場
- 岡本幼稚園

## 交通
- JR東日本宇都宮線岡本駅から北に徒歩約30分（2.5キロメートル）